# Phyllanthus tabularis
Phyllanthus tabularis är en emblikaväxtart som beskrevs av Airy Shaw. Phyllanthus tabularis ingår i släktet Phyllanthus och familjen emblikaväxter.
Artens utbredningsområde är Papua Nya Guinea. Inga underarter finns listade i Catalogue of Life.